# NASA 공기 청정 연구

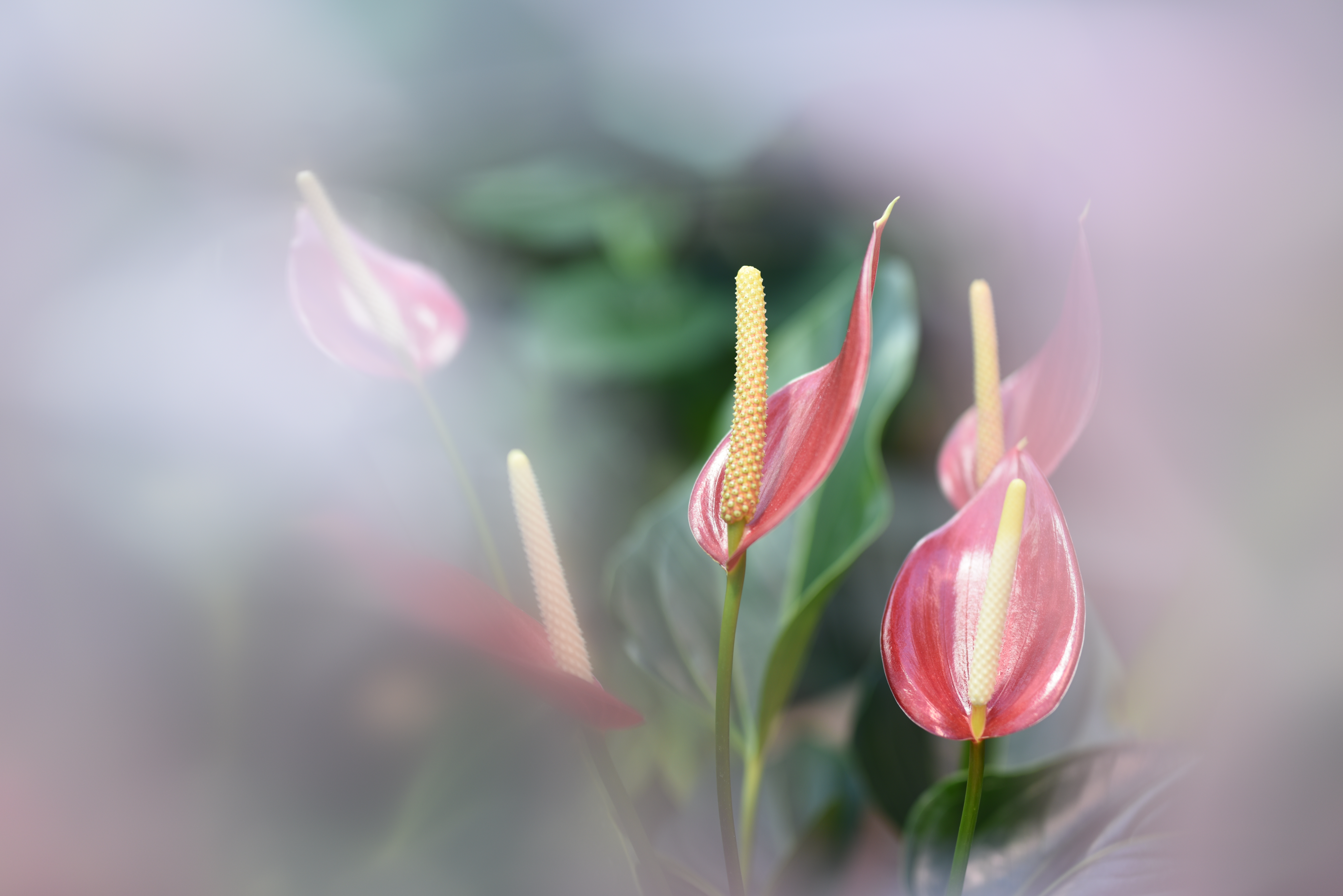
본 연구에 언급된 식물들 중 하나인 플라밍고 꽃(Flamingo Flower).

NASA 공기 청정 연구 는 NASA 와 ALCA 에 의해 주도 되었다. 그 결과 일반 실내 식물들 중 일부 특정 식물들은 자연적인 방법으로 벤젠, 포름알데히드 및 트리클로로에틸렌 같은 공기 내에 존재하는 부유독들을 제거할 수 있으며, 새집증후군 영향과 같은 유해 물질 제거에도 도움이 된다.
첫 번째 목록에 공기 여과 식물(air-filtering plants) 은 1989년에 출판된 NASA의 공기 청정 연구의 일부와 엮어서 출판되으며, 해당 연구는 우주정거장의 공기를 정화하는 목적으로 이루어졌다. 대다수의 식물들이 이산화탄소를 흡수하고 공기를 생성하듯이, 이러한 식물들 또한 상당한 양의 벤젠, 포름알데히드 및 트리클로로에틸렌을 제거한다. 두번째와 세번째 목록들은 B.C Wolverton 의 책 과 종이에서 인용되었으며, 특정 화학 물질 제거에 초점을 두고 있다.
NASA 연구원들은 효율적인 공기 청정 작업을 위해서는 적어도 식물 하나 당 100 평방 피트 의 집 또는 사무실 공간이 가장 적당하다고 한다. 다른 연구에서는 미생물과 토양을 혼합해서 심은 화분에서, 해당 식물이 공기 내에 존재하는 벤젠, 그리고 몇 가지 종의 식물들도 벤젠의 제거에 효과가 있는 것으로 결과가 나왔다.

## 공기 정화 식물들의 목록
| 식물 이름                                                                                       | 벤젠   | 폼알데하이드 | 트리클로로에틸렌 | 자일렌 & 톨루엔 | 암모니아 | 독성 유무 (애완동물) |
| ----------------------------------------------------------------------------------------------- | ------ | ------------ | ---------------- | --------------- | -------- | -------------------- |
| 피닉스야자 (Phoenix roebelenii)                                                                 | 아니오 | 예           | 아니오           | 예              | 아니오   | 무해                 |
| 아레카야자 (Dypsis lutescens)                                                                   | 아니오 | 예           | 아니오           | 예              | 아니오   | 무해                 |
| 보스턴고사리 (Nephrolepis exaltata 'Bostoniensis')                                              | 아니오 | 예           | 아니오           | 예              | 아니오   | 무해                 |
| 네프롤레피스 오블리테라타 (Nephrolepis obliterata)                                              | 아니오 | 예           | 아니오           | 예              | 아니오   | 무해                 |
| 양담쟁이 (Hedera helix)                                                                         | 예     | 예           | 예               | 예              | 아니오   | 유해                 |
| 개맥문동 (Liriope spicata)                                                                      | 아니오 | 예           | 아니오           | 예              | 예       | 무해                 |
| 접란 (Chlorophytum comosum)                                                                     | 아니오 | 예           | 아니오           | 예              | 아니오   | 무해                 |
| 스킨답서스, 골든포토스 (Epipremnum aureum)                                                      | 예     | 예           | 아니오           | 예              | 아니오   | 유해                 |
| 스파티필럼 (Spathiphyllum 'Mauna Loa' aka Peace lily)                                           | 예     | 예           | 예               | 예              | 예       | 유해                 |
| Flamingo lily (Anthurium andraeanum)                                                            | 아니오 | 예           | 아니오           | 예              | 예       | 유해                 |
| Chinese evergreen (Aglaonema modestum)                                                          | 예     | 예           | 아니오           | 아니오          | 아니오   | 유해                 |
| Bamboo palm (Chamaedorea seifrizii)                                                             | 아니오 | 예           | 아니오           | 예              | 아니오   | 무해                 |
| Broadleaf lady palm (Rhapis excelsa)                                                            | 아니오 | 예           | 아니오           | 예              | 예       | 무해                 |
| 산세베리아 Variegated snake plant, mother-in-law's tongue (Sansevieria trifasciata 'Laurentii') | 예     | 예           | 예               | 예              | 아니오   | 유해                 |
| Heartleaf philodendron (Philodendron cordatum)                                                  | 아니오 | 예           | 아니오           | 아니오          | 아니오   | 유해                 |
| Selloum philodendron (Philodendron bipinnatifidum)                                              | 아니오 | 예           | 아니오           | 아니오          | 아니오   | 유해                 |
| Elephant ear philodendron (Philodendron domesticum)                                             | 아니오 | 예           | 아니오           | 아니오          | 아니오   | 유해                 |
| 드라세나 마지나타 Red-edged dracaena (Dracaena marginata)                                       | 예     | 예           | 예               | 예              | 아니오   | 유해                 |
| Cornstalk dracaena (Dracaena fragrans 'Massangeana')                                            | 예     | 예           | 예               | 아니오          | 아니오   | 유해                 |
| 벤자민 (Ficus benjamina akaWeeping fig)                                                         | 아니오 | 예           | 아니오           | 예              | 아니오   | 유해                 |
| Barberton daisy (Gerbera jamesonii)                                                             | 예     | 예           | 예               | 아니오          | 아니오   | 무해                 |
| Florist's chrysanthemum (Chrysanthemum morifolium)                                              | 예     | 예           | 예               | 예              | 예       | 유해                 |
| 고무나무 (Ficus elastica aka Rubber plant)                                                      | 아니오 | 예           | 아니오           | 아니오          | 아니오   | 유해                 |
| 덴드로비움 (Dendrobium spp. aka Dendrobium orchids)                                             | 아니오 | 아니오       | 아니오           | 예              | 아니오   | 무해                 |
| Dumb canes (Dieffenbachia spp.)                                                                 | 아니오 | 아니오       | 아니오           | 예              | 아니오   | 유해                 |
| King of hearts (Homalomena wallisii)                                                            | 아니오 | 아니오       | 아니오           | 예              | 아니오   | 유해                 |
| Moth orchids (Phalaenopsis spp.)                                                                | 아니오 | 아니오       | 아니오           | 예              | 아니오   | 무해                 |
| 알로에 베라 (Aloe vera)                                                                         | 예     | 예           | 아니오           | 아니오          | 아니오   | 유해                 |
| 자넷 크레이그 (Dracaena deremensis "Janet Craig")                                               | 예     | 예           | 예               | 아니오          | 아니오   | 유해                 |
| 와네키 (Dracaena deremensis "Warneckei")                                                        | 예     | 예           | 예               | 아니오          | 아니오   | 유해                 |
| 바나나 (Musa Oriana aka Banana)                                                                 | 아니오 | 예           | 아니오           | 아니오          | 아니오   | 무해                 |

## 나뭇잎
본 연구의 목록에 언급된 대다수의 식물들은 열대 또는 아열대 환경에서 서식하는 식물들이다. 제한된 양의 햇빛 만으로도 자라는 이 식물들의 특성 상, 이들의 나뭇잎에 있는 엽성분들은 집안 실내의 적은 빛 만으로도 생육에는 큰 문제가 없다.

## 같이 보기
- Phytoremediation
- Eichhornia crassipes
- Green wall
- Rain garden
- Dendrobium
- Dracaena reflexa
- indoor air quality